# Duntisbourne Abbots Soulmate Devastation Technique
Albums de µ-Ziq
Bilious Paths
(2003) Chewed Corners
(2013)
Duntisbourne Abbots Soulmate Devastation Technique est le septième album de µ-Ziq, sorti en 2007 sur Planet Mu.

## Développement
Duntisbourne Abbots Soulmate Devastation Technique paraît quatre ans après Bilious Paths, qui avait lui-même mis un temps similaire à sortir après Royal Astronomy. C'est le deuxième album de µ-Ziq depuis l'accès de Planet Mu à l'indépendance. Très sombre, le disque est marqué par la séparation de Michael Paradinas avec sa compagne. L'impression est confirmée par la couverture, signée Arnold Steiner alias AS1, déjà souvent à l’œuvre pour Venetian Snares, et qui montre un accidenté de la route de manière très crue, sinon gore. Musicalement, µ-Ziq abandonne un temps ses influences breakcore et drill and bass pour revenir à des rythmes plus lents et malsains.
Acid Steak Night voit Paradinas collaborer avec Libby Floyd alias The Doubtful Guest, une artiste signée sur Planet Mu.

## Réception
L'atmosphère dérangeante et morbide qui couvre l'album divise les critiques, même si la plupart s'accorde à souligner son homogénéité. Le plus convaincu est le webzine Krinein, qui lui alloue un 10/10 tout en le qualifiant d'« œuvre d'un grand malade, ou d'un génie qui se fait passer pour tel », « trop important pour être ignoré, mais sûrement trop singulier pour être apprécié ». Tiny Mix Tapes est également conquis par son jusqu'au-boutisme, voyant là le « meilleur travail, du début à la fin, en dix ans » de Paradinas. Le webzine Self-Titled en fait quant à lui son album du jour, relevant la « force » des morceaux mais aussi l'impression « vaporeuse », « un peu éteinte » qu'ils dégagent. Dans le même ordre d'idées, DMute vante sa « splendide noirceur », « son exacte capacité à faire du beau avec du laid ». The Soft Ballet enfin le gratifie d'un 7,5/10, estimant Duntisbourne Abbots Soulmate Devastation Technique peut-être « trop sombre et lourd pour certains », mais « honnête » et « brillamment dépressif ».
Mais beaucoup se rejoignent sur le manque d'inventivité du disque. Si les canadiens de Exclaim! le recommandent malgré tout aux fans, soulignant son équilibre entre « techno folle et ambient imprévisible », le magazine écossais The Skinny (en) avoue lui en attendre plus d'un pionnier comme Paradinas. Une analyse semblable à celles des webzines Almost Cool Reviews et The Milk Factory, le premier qualifiant l'album de « sans idée » et « sans inspiration » et le sanctionnant d'un passable 3,25/5, le second, déçu d'entendre son auteur « sonner si désintéressé », ne lui accordant que la moyenne et en faisant le « premier vrai raté » dans sa discographie. Même note pour PopMatters, qui argue de son déficit de « clarté et d'élégance » par rapport à ses prédécesseurs, et regrette son caractère « inconfortable » et « sans répit ».

## Liste des titres
| 1.    | Prongh Seemness         | 3:08 |
| 2.    | Duntisbourne Abbots     | 2:01 |
| 3.    | Dexedrine Girl          | 2:53 |
| 4.    | Woozy                   | 2:54 |
| 5.    | 2CV                     | 2:33 |
| 6.    | Eggshell                | 3:03 |
| 7.    | Dirtylush Stinkwife     | 3:37 |
| 8.    | Strawberry Fields Hotel | 3:58 |
| 9.    | Pons Pons               | 4:45 |
| 10.   | Old & Tired             | 2:57 |
| 11.   | Rise Of The Salmon      | 3:52 |
| 12.   | Something Else          | 3:24 |
| 13.   | Insomnia                | 3:01 |
| 14.   | Painshill Park          | 2:18 |
| 15.   | Acid Steak Night        | 5:54 |
| 16.   | Eggshell 2              | 4:03 |
| 17.   | Drum Light              | 5:37 |
| 59:58 |                         |      |